# Bartholomew Gosnold
Bartholomew Gosnold (1572–22. august 1607) var en engelsk sagfører, opdagelsesrejsende og pirat, han var desuden medvirkende til etableringen af Virginia Company of London og grundlæggelsen af Jamestown, Virginia; det gjorde ham til en af de vigtigste kræfter bag den engelske kolonisering af Nordamerika. Desuden var Gosnold leder af den første europæiske ekspedition, der med sikkerhed besøgte Cape Cod og øerne Martha's Vineyard og Nantucket i maj 1602.

## Opvækst
Han blev født 1572 i Grundisburgh i Suffolk, England, familiens hjem lå i byen Otley i Suffolk. Forældrene hed Anthony Gosnold og Dorothy Bacon. Han blev først uddannet på University of Cambridge, og fortsatte med at studere jura ved Middle Temple i London.

## Første ekspedition
Gosnold var en af Richard Hakluyts venner, og han begyndte at sejle med Walter Raleigh. Senere fik han støtte til et forsøg på at etablere en koloni i den Nye Verden, og i 1602 forlod han, med en besætning på 32 Falmouth om bord på barken Concord. Deres mål var at grundlægge en koloni i New England, som englænderne dengang kaldte Northern Virginia.
Som den første benyttede Bartholomew Gosnold en direkte sejlrute direkte vestover fra Azorerne til New England. De nåede frem til Cape Elizabeth i Maine i maj 1602, hvor de udforskede kysten i flere dage, før de lagde til i York Harbor i det nuværende Maine 14. maj 1602.
Den følgende dag sejlede ekspeditionen videre ind i Provincetown Harbor, det var eftersigende her, Gosnold navngav hele området Cape Cod. De følgende fulgte de kysten, og opdagede her bl.a. Martha's Vineyard (som måske er opkaldt efter Gosnolds datter eller kone). De etablerede derpå en lille bosættelse på det de kaldte Elizabeth's Island, i dag Cuttyhunk Island; stedet er nu en del af den moderne by Gosnold. Bosættelse blev imidlertid hurtigt, da kolonisterne besluttede at vende tilbage til England, da de ikke havde tilstrækkelig proviant til vinteren.
John Brereton skrev eb beretning om ekspeditionen allerede i 1602, og det var medvirkende til at øge støtten til yderligere udforskning og kolonisering af det nordøstlige Amerika. Gabriel Archer skrev en anden beretning om rejsen, men den blev ikke udgivet før 20 år efter Gosnolds død.

## Virginia Company, Jamestown
Gosnold brugte flere år efter hjemkomsten til England fra sin første ekspedition til at få støtte til et nyt og mere ambitiøst koloniseringsforsøg. Fra den engelske konge fik han et charter, der gav hans kompagni, Virginia Company, eneretten til at etablere sig i Virginia. Blandt de første kolonister var hans slægtning Edward Maria Wingfield, hans bror og en fætter, John Smith samt flere, der havde været med på den første rejse. De skulle blive kernen i den nye koloni Jamestown. Gosnold selv blev tituleret viceadmiral for ekspeditionen, og fungerede som kaptajn på skibet Godspeed (det ene af ekspeditionens tre skibe).
Han var populær blandt mandskabet og var dog modstander af placeringen af en bosættelse på Jamestown Island; han medvirkede også til udformningen af fortet ved den første koloni. Gosnold døde imidlertid af dysenteri og skørbug kun fire måneder efter landgangen den 22. august 1607.

## Mulig genopdagelse af hans grav
I 2005 annoncerede Association for the Preservation of Virginia Antiquities (APVA), at de havde fundet, det de mente var Gosnolds grav, under en udgravning ved Jamestown. For at kunne verificere identiteten af den begravede, vil det være nødvendigt at foretage en DNA test; konkret ved at sammenligne resterne af den begravede med resterne af Gosnolds søster, hvis grav man kender. Church of England gav for første gang tilladelse til, at man åbnede en grav for at tage prøver til en sådan test. I november måtte APVA dog annoncere, at det endnu ikke havde muligt med sikkerhed, at finde rester af søsteren under den kirke, hun blev begravet i.
En eventuel DNA test vil blive udført af Smithsonian Institution.

## Eksterne link
- http://ancientgreece-earlyamerica.com/gosnold.html – Biografi over Gosnold –
- Is it Gosnold? Arkiveret 21. april 2010 hos  Wayback Machine, hjemmeside fra Association for the Preservation of Virginia Antiquities
- Bartholomew Gosnold documentary – artikel fra en lokal BBC hjemmeside i Suffolk (juni 2002)
- DNA bid for US founding father – artikel fra BBC (januar 2005)
- Suffolk tombs hold key to US founding father Arkiveret 19. marts 2007 hos  hos Archive.is – The Times of London (juni 2005)
- Bartholomew Gosnold, 1602-1607 Arkiveret 18. juni 2012 hos  Wayback Machine – udstilling på Cuttyhunk Historical Society (2007-2008)